# Fritz Kudnig
Fritz Kudnig (* 17. Juni 1888 in  Königsberg; † 6. Februar 1979) war ein ostpreußischer Schriftsteller, der als Heimatdichter zahlreiche zeitkritische Gedichte verfasste und bei seinen Landsleuten große Anerkennung genoss.

## Leben
Fritz Kudnig wurde in Königsberg, dem heutigen Kaliningrad geboren. Sein Vater war der Wachtmeister Friedrich Wilhelm Kudnig, der in Königsberg bei den Wrangel-Kürassieren als Chargierter im Dienst war und anschließend in Braunsberg einen zivilen Beruf ausübte. Seine Mutter Marie, geb. Heinrich, stammte aus Deutschendorf bei Mühlhausen, Landkreis Preußisch Holland. Bei den Großeltern in Deutschendorf verlebte Fritz Kudnig seine Sommerferien. Entsprechend war seine Erziehung geprägt von christlichen Werten und der Ehrfurcht vor der Natur. Die Schulzeit verlebte der junge Kudnik in Braunsberg und durfte dort aufgrund seiner Begabung das Gymnasium besuchen. 1910 legte er sein Examen als königlich-preußischer Gerichtsaktuarius ab, wurde zum Königsberger Oberlandesgericht gerufen und auf seinen eigenen Wunsch hin nach Memel versetzt, wo er zum Justizanwärter ausgebildet wurde.
1922 veröffentlichte Kudnig seinen ersten Gedichtband Durch Leid und Licht. Großen Erfolg hatte er mit seinem Buch über die Nehrung, bei dem seine große Liebe zu der Landschaft und den Menschen zum Ausdruck kommt. Mit der Vertreibung und Flucht im Zweiten Weltkrieg wandelt sich seine schwärmende Art zu schreiben in einen Kampf gegen die Unzulänglichkeiten des Lebens, wie sie in Flucht und Einkehr zum Ausdruck kommt.
Fritz Kudnig heiratete 1920 die Bauerntochter Margarete Huesmann und hatte mit ihr drei Kinder.

## Werke
- 1922: Durch Leid und Licht
- 1925: Das Lied der Kurischen Nehrung
- 1935: Land der tausend Seen
- 1938: Das Wunder am Meer
- 1952: Gottes Lautenspiel
- 1956: Der Kampf um Meister Eckehart
- 1956: Herz in der Heimat
- 1958: Flucht und Einkehr
- 1959: Heitere Stremel von Weichsel und Memel
- 1963: Wenn die Heide blüht
- 1963: Land meiner Liebe
- 1966: Fahrt in die Sonne
- 1976: Mensch zwischen Himmel und Erde

## Neuauflagen
- Das Wunder am Meer Das Lied einer Landschaft München. Gräfe und Unzer, München 1954.
- Land der tausend Seen. Die Seele einer Landschaft. Gräfe und Unzer, München 1956.

## Preise
- Agnes-Miegel-Plakette (1959)
- Kulturpreis der Landsmannschaft Ostpreußen (1964)
- Friedrich-Hebbel-Preis (1975)
- Königsberger Bürgermedaille